# Hamerské vrásy
Hamerské vrásy byla přírodní památka do roku 1991, která se po tomto roce stala součástí I. zóny chráněného území Národního parku Podyjí. Nachází se nad údolím řeky Dyje, 1 km východně od města Vranov nad Dyjí v okrese Znojmo na levém břehu řeky Dyje mezi Vranovem nad Dyjí a osadou Zadní Hamry.
Hamerské vrásy jsou geologická lokalita silně zklikacených (ptygmatických) vrás v okrajové části Bítešské ortoruly jako doklad horotvorných pochodů vzniklých při injekci magmatické hmoty do rul přibližně před 795 mil. let.
Z hlediska rostlinného pokryvu se jedná o lesostepní lokalitu s hojným výskytem tařice skalní (Aurinia saxatilis) a dalších chráněných rostlin jako je například netřesk výběžkatý (Jovibarba globifera), koniklec velkokvětý (Pulsatilla grandis) aj.

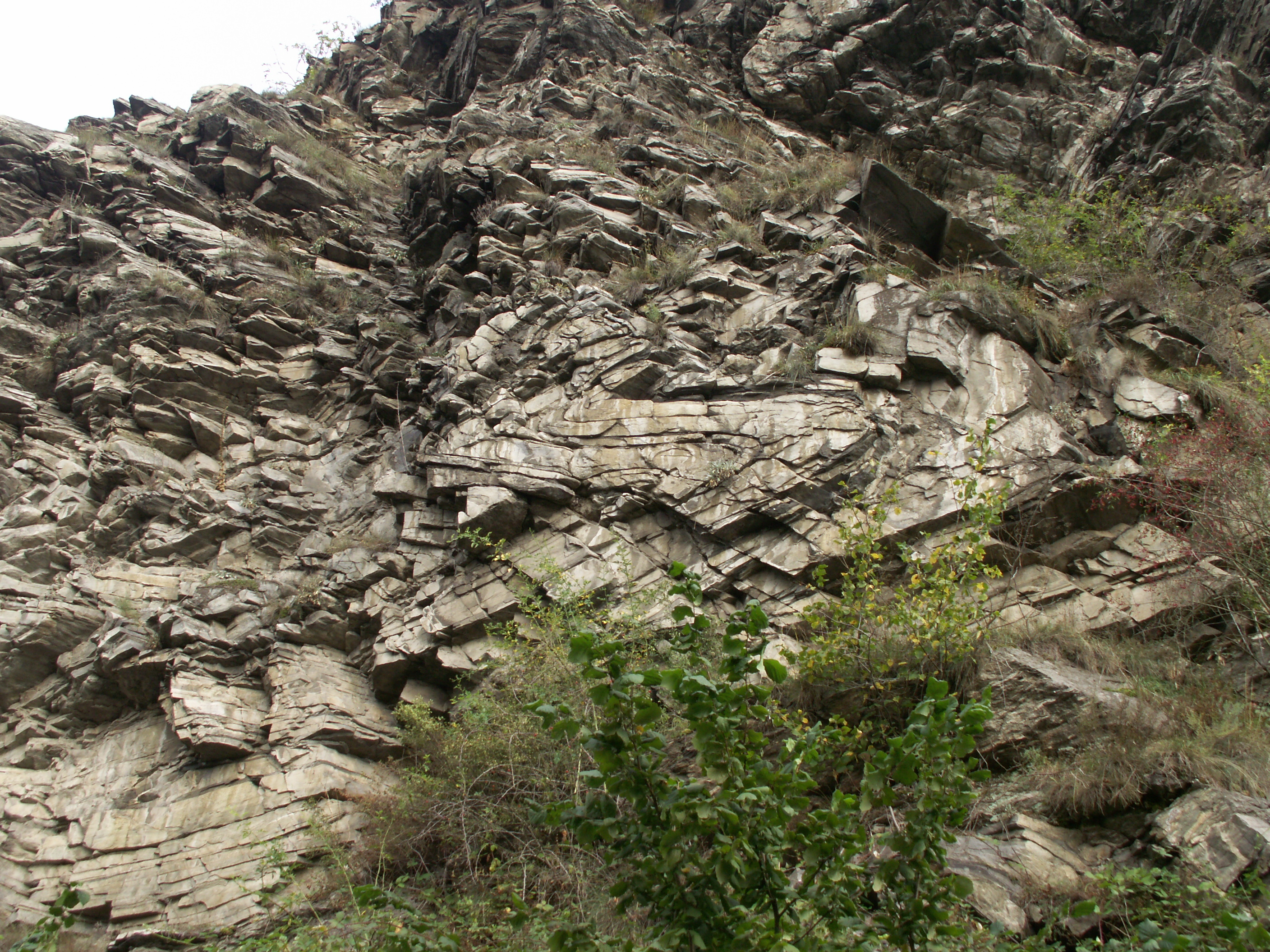
Vrásy v bítešských ortorulách, Zadní Hamry